# DIGOS
DIGOS (italijanska kratica za Divisione Investigazioni Generali e Operazioni Speciali) je italijanska policijska agencija in de facto tajna policija, ki je zadolžena za preiskavo občutljivih zadev, ki se nanašajo na terorizem, organiziran kriminal in hujše zločine (kot so ugrabitev in izsiljevanje). 
Je poseben operativen del Državne policije, pri čemer je organizirana po provincah in dodeljena posameznih kvesturam; podrejena je Centralnemu direktoratu preventivne policije (Direzione Centrale della Polizia di Prevenzione, DCPP), ki je del Javno-varnostnega oddelka Ministrstva za notranje zadeve Italije.
DIGOS je primarno razdeljen na tri dele: vidni, operativni in preiskovalni.